# Chançay
Chançay is een gemeente in het Franse departement Indre-et-Loire (regio Centre-Val de Loire). De plaats maakt deel uit van het arrondissement Tours. Chançay telde op 1 januari 2022 1.123 inwoners.

## Geografie
De oppervlakte van Chançay bedroeg op 1 januari 2022 15,04 vierkante kilometer; de bevolkingsdichtheid was toen 74,7 inwoners per km².

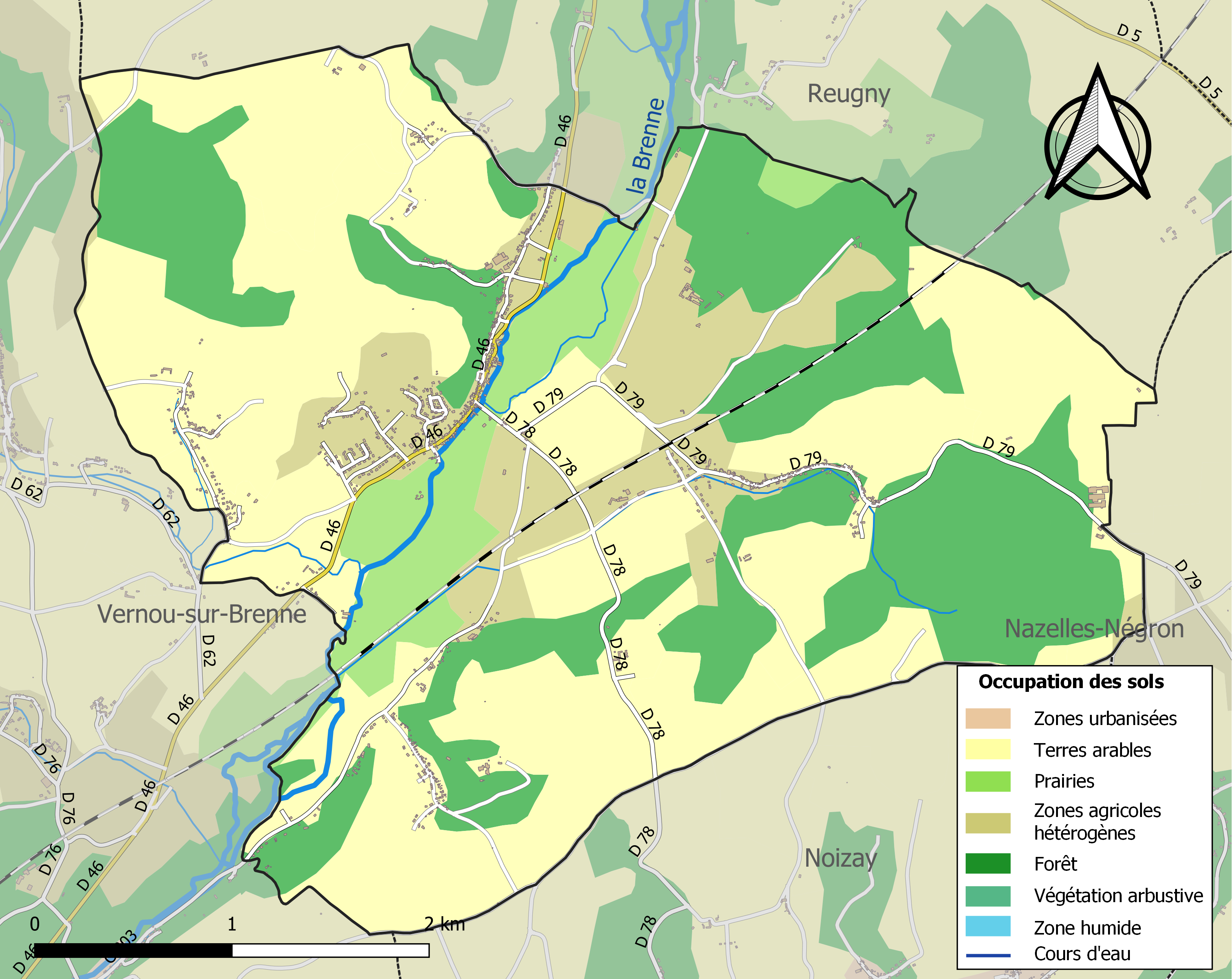
Kaart van de gemeente met belangrijkste infrastructuur, bodemgebruik en omliggende gemeenten

## Demografie
Onderstaande figuur toont het verloop van het inwonertal (bron: INSEE-tellingen).